# 迪金斯鎮區 (密蘇里州韋伯斯特縣)
迪金斯鎮區（英語：Diggins Township）是位於美國密蘇里州韋伯斯特縣的一個行政鎮區。

## 地方資料
迪金斯鎮區的面積為101.07平方千米，當中陸地面積為100.91平方千米，而水域面積為0.16平方千米。根據2020年美國人口普查的數據，當地共有人口2947人，而人口密度為每平方千米29.16人。